# Huldres
Ne doit pas être confondu avec Huldufólk.
 (février 2013).

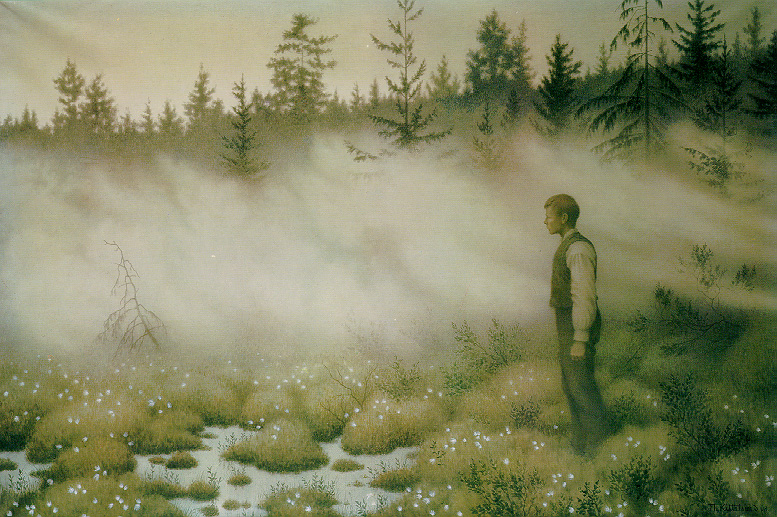
Huldra Forsvant, tableau de l'illustrateur, peintre et dessinateur norvégien Theodor Kittelsen, qui est censé représenter un homme après le départ d'une huldre. Pour une représentation de huldra, voir, du même auteur

Les huldres (également appelés hulderfolk en cas de pluriel indéfini et hulderfolket en cas de pluriel défini) sont un peuple d'êtres surnaturels issus du folklore scandinave.

## Terminologie et étymologie
Huldra pourrait dériver du vieux norrois « huld », mentionné dans certains textes médiévaux de la mythologie nordique et synonyme de völva : les femmes voyantes des anciennes religions nordiques.
Hulden veut aussi dire « cacher » dans les langues germaniques, cela coïnciderait donc bien avec la légende des enfants cachés.

## Origines
Une légende chrétienne raconte qu'un jour Dieu se rendit dans le chalet d'une femme, qui n'avait pu laver ses enfants qu'à moitié. Honteuse de leur saleté, elle cacha la moitié souillée au Tout-Puissant, qui déclara que toute la moitié souillée serait cachée à l'humanité. Les enfants devinrent alors huldres.

## Caractéristiques

### Apparence
Le folklore les décrit comme semblables à des humains normaux, mis à part quelques différences variant selon le sexe de l'individu :
- les hommes huldres (ou huldu, huldrekall) sont dotés d'une force exceptionnelle[2], et sont en général assez agréables à regarder, en dépit de leur physionomie rustique[3]. Au Moyen Âge, si un soldat norvégien mourait, on prétendait qu'un huldre prenait aussitôt sa place[2].
- les femmes huldres, ou huldras (mot qui dérive d'une racine norvégienne signifiant « couvert, caché ») sont ravissantes et aiment se travestir en bergères pour séduire les jeunes pâtres, qui sont toujours charmés (les huldres usent même parfois de musique pour ensorceler leur proie[2]) avant de voir la queue de vache (ou de renard si la légende est suédoise et non norvégienne) qui dépasse des jupons de leur dulcinée (qui a généralement aussi le dos creux, ce qui donnerait une autre origine au nom de ces créatures puisque hul signifie « creux »[2]). S'ils acceptent cette infirmité, ils seront comblés car l'huldra se révèle presque toujours une épouse et une mère parfaite[2] (il arrive cependant dans certaines légendes qu'elle décide de faire rôtir ses enfants[4]). Dans d'autres légendes, il arrive qu'une huldre accepte la demande en mariage d'un humain à condition qu'il passe une épreuve pendant une période où ils seront séparés (cette épreuve peut consister à ne parler à personne de leur mariage prochain). Elle vérifiera le résultat au milieu de l'hiver. S'il ne le réussit pas, l'huldra repart, furieuse[3].

### Pouvoirs
En dehors de la force incroyable des hommes-huldres et des talents d'ensorceleuses des huldras, ce peuple pouvait se rendre invisible, changer les humains en pierre ou les égarer ; quant à leur souveraine, la magicienne Huld, elle pouvait ressusciter les morts.

## Croyances et rites populaires

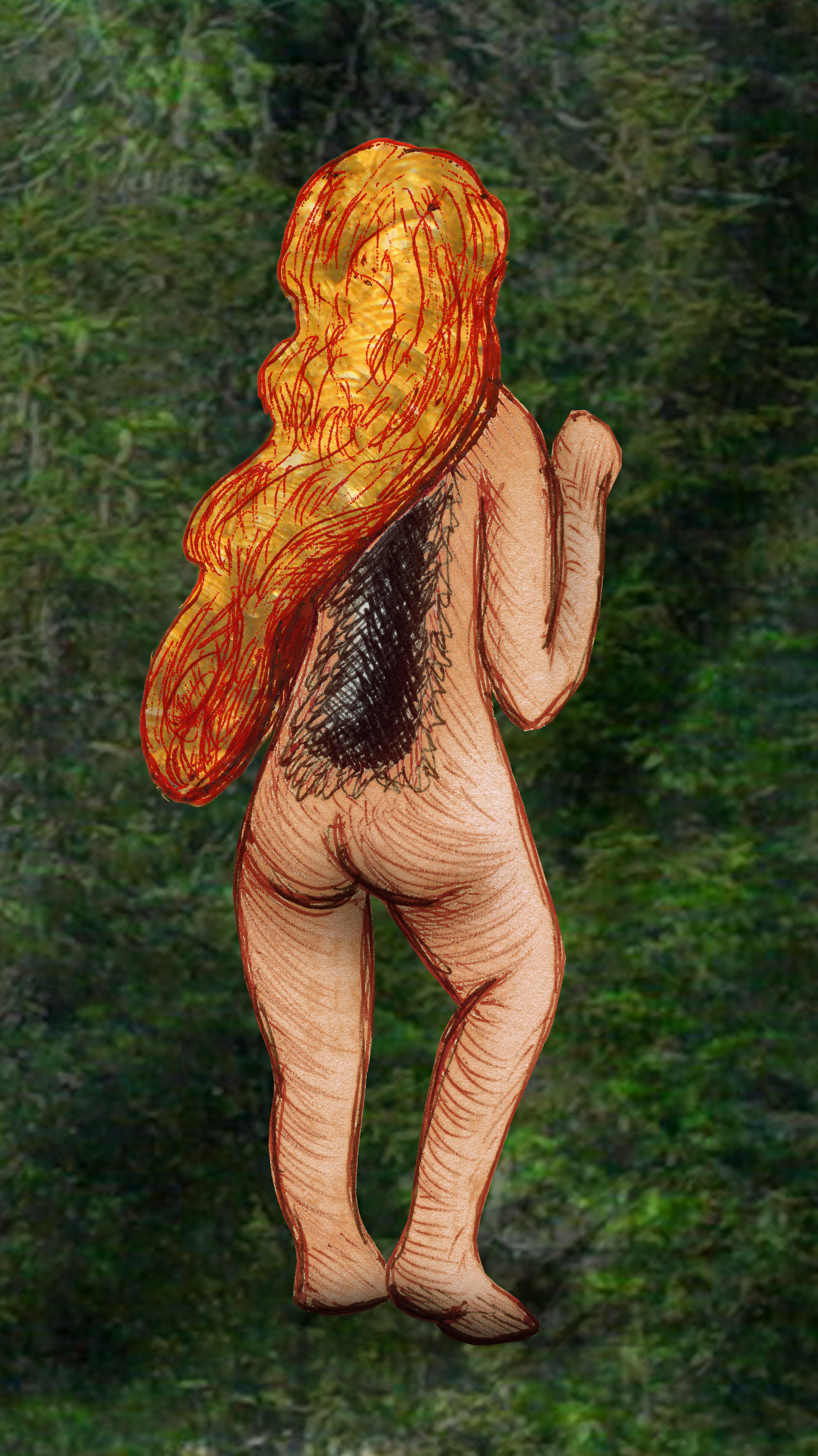
Skogsrå dessinée par Gunnar Creutz

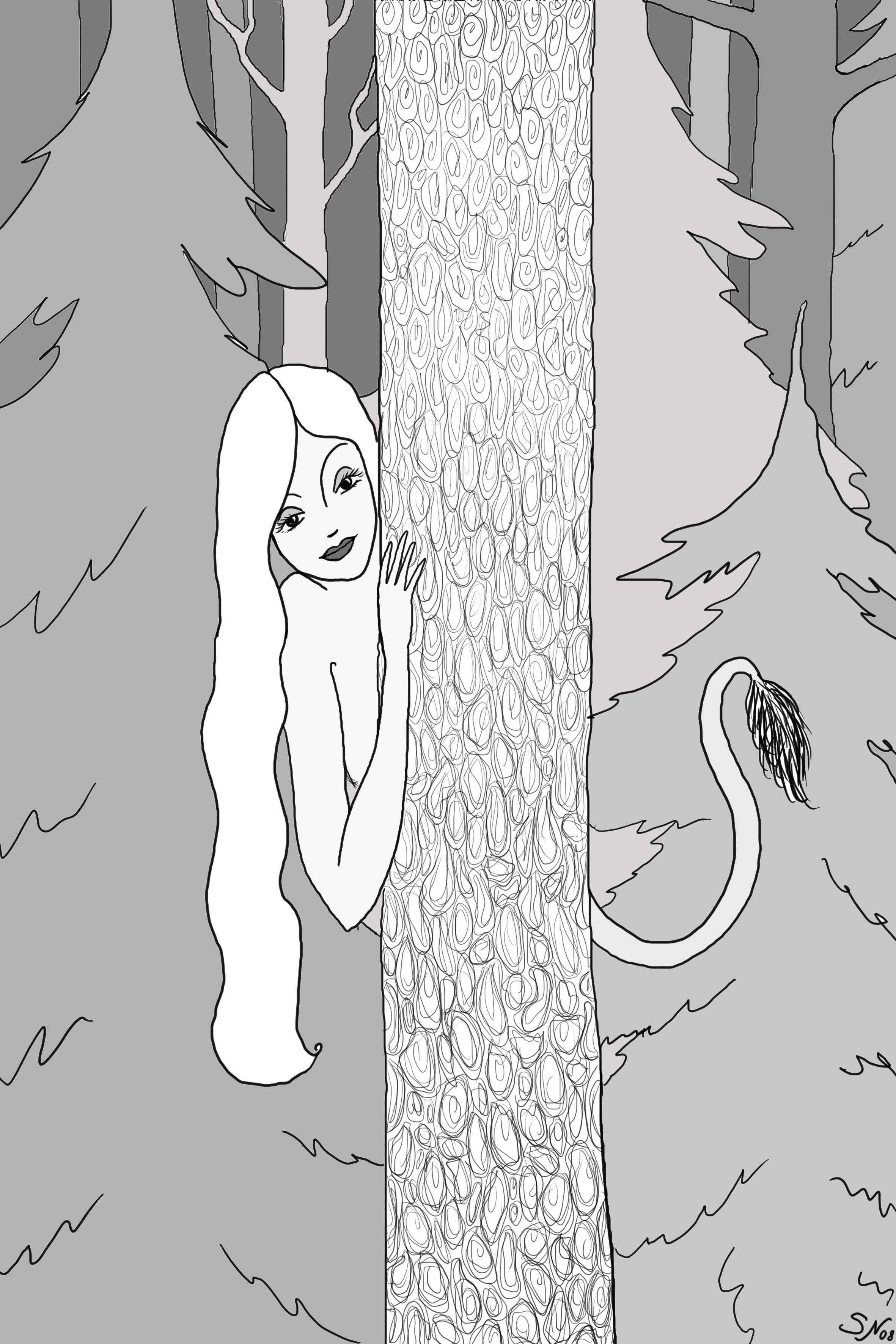
Skogsrå dessinée par Sabina Nilsson

Malgré leur image globalement bienveillante et inoffensive, les huldres se vexent parfois dans des récits où les humains ne respectent pas certains préceptes en leur présence.
Ainsi, lors de la messe de minuit, à Noël (ou Yule dans le Grand Nord), certains Norvégiens évitaient de rester chez eux, de peur de rencontrer les huldres qui assailliraient immanquablement leur maison dans le but d'y faire la fête.
Parallèlement, une coutume aujourd'hui disparue voulait qu'en posant les fondations d'une maison, les futurs occupants s'assurent qu'elle ne se trouvait pas au-dessus d'une des tanières souterraines des huldres. Pour ce faire, ils devaient dormir à l'emplacement où ils souhaitaient construire avec leurs outils pendant une nuit. Si le lendemain ils avaient fait de mauvais rêves ou si leurs outils étaient dispersés, ils devaient se garder de construire à cet endroit sous peine que les huldres ne s'introduisent dans le futur foyer pour y voler du bétail et des bijoux, voire la nourrice attachée à la famille s'ils avaient eux-mêmes des enfants en bas âge.
Pour repousser les huldres mécontents, leurs victimes pouvaient se servir, soit du feu, soit d'une Bible, soit d'eau bénite.

## Dans la littérature et l'art
Le roman L'été des noyés (2011) de John Burnside fait référence à ce folklore : « Maia ne serait jamais devenue la huldra, et Kyrre n'aurait pas perdu l'esprit… »
Dans le chapitre 40 (chapitre XL : "Une journée dans le Hälsingland", section : "La nuit de Nouvel An des animaux") du roman "Le merveilleux voyage de Nils Holgersson à travers la Suède", une légende racontée mentionne la Huldra.

## Dans la culture populaire contemporaine

### Films
Dans le film La Maison de l'Étrange (2003), les huldres sont de très petites créatures de morphologie humaine, très laides et méchantes. Il semble que l'auteur du film ait confondu quelques créatures différentes, dont peut-être les gobelins ou les Bonnets-Rouges issus d'autres folklores.
Dans le film Thale (2012), l'héroïne, une jeune femme nommée Thale, a été cachée par un médecin anonyme qui prendra soin d'elle jusqu'à sa mort, en l'abritant dans la cave d'une bâtisse perdue dans la forêt, afin que la petite fille ne soit plus l'objet d'études cliniques relatives à sa particularité physiologique (elle possède une queue de vache), ainsi qu'à ses « pouvoirs » psychiques (télépathie notamment, illustrée par des échanges avec les deux autres personnages principaux du film, Elvis et Leo). C'est à la suite de la mort du vieil homme que les héros du film, Elvis et Leo, sont chargés de « nettoyer » le bâtiment, et découvrent Thale… Ce film d'Aleksander Nordaas revisite ainsi cette légende norvégienne, qui expose à la fois le côté animal des huldres, mais également leurs pouvoirs et l’empathie qu'ils suscitent.
Dans le film norvégien Askeladden – i Dovregubbens hall, trois huldres séduisent trois frères mais sont démasquées quand l'enchantement disparait.
Dans la série télévisée Jordskott une huldre est également montrée à l'écran sous la forme d'une jeune fille d'apparence normale, mais dotée de pouvoirs télépathiques et télékinésiques qu'elle peut utiliser soit pour nuire à ceux qui l'agressent, soit pour aider à retrouver des personnes en danger.
- John Boisen[8], Huldra (2021, Allemagne, 15')